# Lidia Gotschalk
Lidia Gotschalk (též Sieglinda Gottschalk) (* 18. května 1939, Stawki) je polská evangelická diakonka.
V letech 1981–2009 zastávala úřad sestry představené evangelického ženského diakonátu Eben-Ezer v Děhylově na Těšínsku.